# 久米部正親
久米部 正親（くめべ まさちか、天保12年4月17日（1841年6月6日）- 明治43年（1910年）9月25日）は、新選組隊士、軍人。姓は粂部と表記されることもある。維新後は猪野忠敬と名乗る。

## 経歴
摂津国大阪出身。元治元年（1864年）に新選組へ入隊。伍長、軍目付を務めた。
慶応4年（1868年）に戊辰戦争が勃発し、鳥羽・伏見の戦いで負傷するが、甲州勝沼の戦いにも参戦。会津戦争では軍目付を勤めたが、如来堂で新政府軍の猛襲を受け、山口二郎（斎藤一）ら旧新選組は離散。久米部は敗走を続けて、同年10月、銚子で降伏した。
釈放後、明治政府に陸軍士官として出仕する。最終階級は陸軍中尉。明治43年（1910年）、仙台で病死した。享年70。